# Ravioli

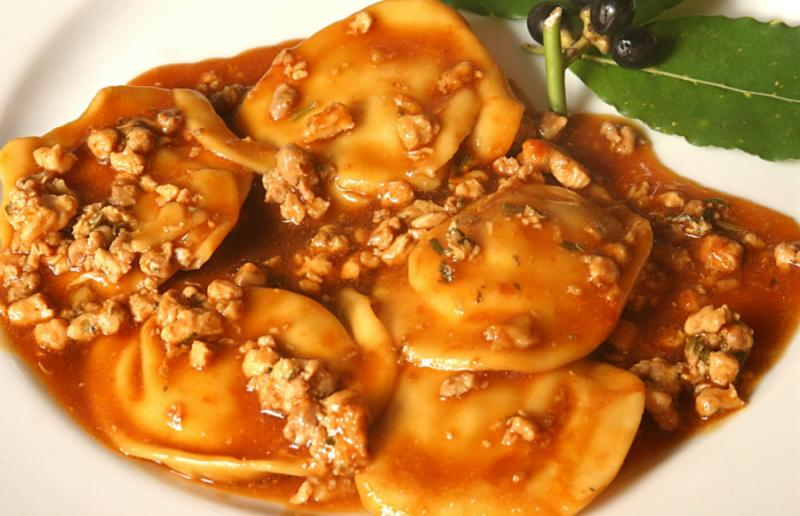
Ravioli mit einer Fleisch-Tomatensauce

Ravioli (Einzahl Raviolo) sind eine gefüllte Nudelspezialität der italienischen Küche. Sie bestehen im Allgemeinen aus zweilagigen Quadraten, Halbkreisen oder Dreiecken aus Eiernudelteig mit einer feingehackten Füllung aus Fleisch, Fisch, Frischkäse oder Gemüse.

## Zubereitung

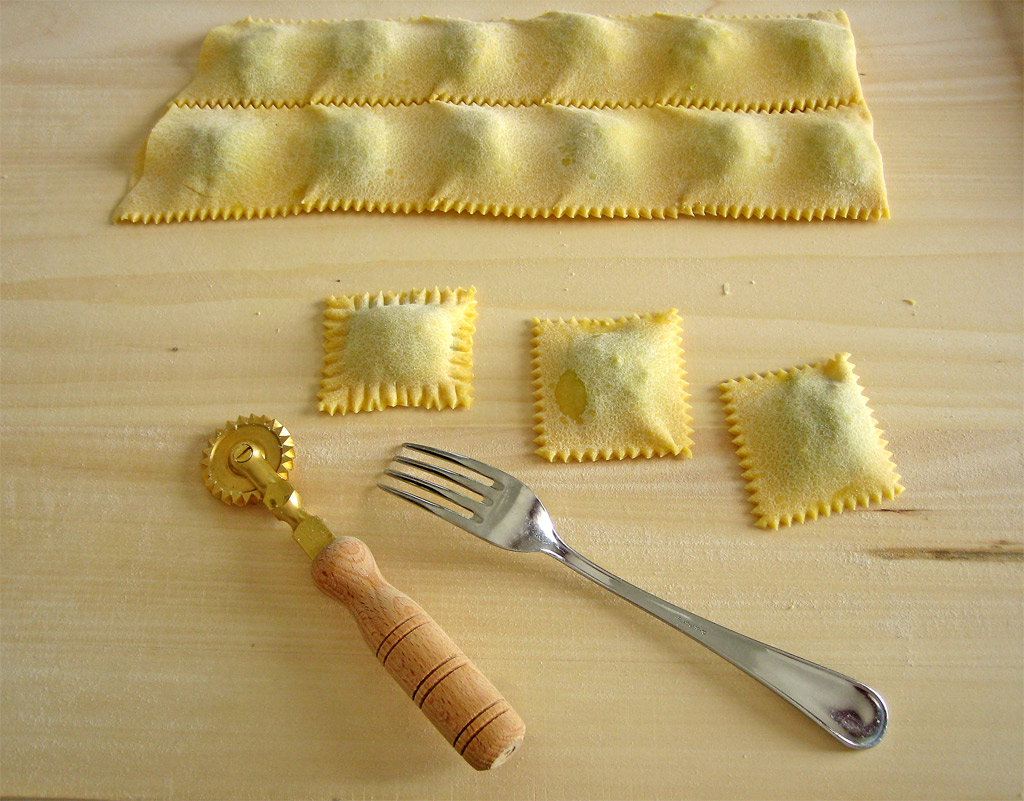
Hausgemachte Ravioli während der Herstellung, im Vordergrund ein Teigrädchen

Es gibt viele, zum Teil sehr aufwendige Rezepte für Füllungen von Ravioli. Die Füllung von Ravioli alla genovese (nach Genueser Art) zum Beispiel besteht aus Kalbfleisch, Schweinebrust, Kalbshirn und -bries, Ei, Brotkrumen, Parmesan, Mangold und verschiedenen Kräutern und Gewürzen. Die meisten Rezepte wie Fischravioli (gekochter Seefisch, Ei, Parmesan, Muskatnuss) oder Spinatravioli (Spinat, Ricotta, Ei, Parmesan, Muskatnuss) haben jedoch weit einfachere Füllungen, die neben der Hauptzutat oft Ei zur Bindung und Parmesan sowie Muskat zur kräftigen Würzung enthalten. Serviert werden Ravioli meist mit Butter oder einer Tomatensauce und Parmesan.
Bei der handwerklichen Herstellung von Ravioli wird der Nudelteig zunächst zu einem großen, dünnen Rechteck ausgerollt. Eine Hälfte des Teiges wird mit kleinen, meist walnussgroßen Portionen der Füllung belegt. Die Zwischenräume werden mit Wasser oder Ei benetzt. Danach wird die zweite Hälfte des Teigs darübergeklappt, in den Zwischenräumen angedrückt und schließlich die Ravioli mit einem Messer, Teigrädchen oder Ravioliausstecher geschnitten. Vereinfacht wird die Herstellung durch eine Ravioli-Form, eine Art flacher, metallener Eiswürfelbehälter mit scharfen Kanten, durch die die Füllungen automatisch gleichmäßig angeordnet und alle Ravioli gleichzeitig durch Überrollen mit einem Nudelholz geschnitten werden.
In der italienischen Küche gibt es noch andere gefüllte Nudeln wie Tortellini oder Cappelletti. Vergleichbar sind die schwäbischen Maultaschen, die österreichischen Schlickkrapfen, die russischen Pelmeni, die polnischen Piroggen sowie die chinesischen Jiaozi und Wan Tan, siehe Teigtasche.

## Ravioli als Fertiggericht
Die mit Paniermehl und Schweinefleisch gefüllten „Ravioli in Tomatensauce“ von Maggi waren 1958 das erste Nudel-Fertiggericht in Deutschland – eine Reaktion auf den beginnenden Massentourismus, bei dem Italien zu den Hauptzielen gehörte. Da zur damaligen Zeit viele Haushalte noch nicht über einen Kühlschrank verfügten, wurden Maggi-Ravioli in Dosen angeboten. Als Nassfertiggericht müssen sie vor dem Verzehr lediglich erwärmt werden. 2007 wurden in Deutschland allein rund 40 Millionen 800-Gramm-Dosen Ravioli von Maggi verkauft.
Mittlerweile werden Ravioli auch als Halbfertiggericht getrocknet oder frisch in Folie verpackt und gekühlt angeboten, auch in verschiedenen Zubereitungen, beispielsweise vegetarisch mit Gemüse, Spinat oder Pilzen.